# Gildas Thomas
Gildas Thomas est un chanteur de musique française.